# John Buchanan (voile)
Pour les articles homonymes, voir John Buchanan et Buchanan.
John Buchanan est un skipper britannique né le 1er janvier 1884 à Rhu en Écosse et mort au même endroit le 25 novembre 1943.

## Biographie
John Buchanan est sacré champion olympique de voile en classe 12 m aux Jeux olympiques d'été de 1908 de Londres à bord du Hera,.
En dehors de son activité sportive amateure, il est fermier,.